# Walter Feit
Pour les articles homonymes, voir Feit.
Walter Feit, né le 26 octobre 1930 et mort le 29 juillet 2004, est un mathématicien américain d'origine autrichienne. Il est surtout connu pour le théorème de Feit-Thompson en théorie des groupes démontré avec John Griggs Thompson.

## Biographie
Walter Feit quitte Vienne en 1939 pour l'Angleterre à bord du dernier train d'enfants juifs qui, dans le cadre de l'opération Kindertransport, part de l'Autriche pour l’Angleterre, deux jours avant le début de la seconde Guerre mondiale. Ses parents meurent dans l'Holocauste. Pendant la guerre, Feit accomplit une scolarité à Oxford, où il remporte une bourse d'études en 1943. En 1946, il part aux États-Unis et vit chez un oncle à Miami. Il commence des études à l'université de Chicago, où il obtient un diplôme de master en 1950. Puis il va à l'université du Michigan chez Richard Brauer, le principal théoricien de groupes de l'époque. Lorsque Brauer part pour Harvard, Feit suit les cours de Jean Dieudonné, mais reste en contact par correspondance avec Brauer. Feit obtient un Ph. D. en 1955, sous la direction de Walter Thrall à l'université du Michigan avec une thèse ayant pour  titre Topics in the theory of group characters. En 1953, il est instructeur à l'université Cornell, où il devient professeur. À partir de 1964, il est professeur à l'université Yale, où il est également président du Département. Il prend sa retraite en 2003.

## Travaux
Feit effectue des recherches en  théorie des groupes finis et en théorie des représentations (théorie des caractères, la théorie modulaire des représentations modulaires de Brauer). Son résultat le plus célèbre est la démonstration monumentale, avec John Griggs Thompson (avec qui il travaillait en commun depuis 1959 à l'université de Chicago) sur la résolubilité des groupes finis d'ordre impair (On solvability of groups of odd order, paru dans le Pacific Journal of Mathematics, plus de 250 pages.). Ce travail est essentiel pour le programme de classification des groupes  simples finis. Feit a également travaillé avec Graham Higman en 1964 sur des polygones généralisés.
Son fils Paul Feit est également professeur en mathématiques. Parmi ses élèves figure Ronald Solomon qui a également joué un rôle déterminant dans le programme de classification des groupes simples finis.

## Prix et distinctions
En 1965 il reçoit le prix Frank-Nelson-Cole en algèbre. Il est membre de l'Académie nationale des sciences et de l'Académie américaine des arts et des sciences. Feit était aussi une fois vice-président de l'Union mathématique internationale. En 1970 il est invité de tenir une conférence plénière au Congrès international des mathématiciens à Nice (le titre de sa conférence est : The current situation in the theory of finite simple groups).

## Livres
- (en) The representation theory of finite groups, Amsterdam/New York/Oxford, North-Holland, 1982, 502 p. (ISBN 0-444-86155-6)
- (en) Characters of finite groups, New York, Benjamin, 1967